# کنی آرویو
کنی آرویو (انگلیسی: Keny Arroyo؛ زادهٔ ۱۴ فوریهٔ ۲۰۰۶) بازیکن فوتبال اهل اکوادور است که در حال حاضر برای باشگاه فوتبال بشیکتاش بازی می‌کند.
وی همچنین در تیم‌های ملی فوتبال زیر ۱۷ سال و بزرگسالان اکوادور بازی کرده است.

## دوران باشگاهی
آرویو محصول جوانان آکادمی آلفارو موریانو است و قبل از انتقال به آکادمی جوانان باشگاه فوتبال ایندپندینته دل‌وایه در سال ۲۰۱۶، در آنجا فعالیت می‌کرد. او در ۲ دسامبر ۲۰۲۳ در یک بازی به عنوان تعویضی در باخت ۲–۱ به باشگاه ورزشی ال ناسیونال، اولین بازی حرفه‌ای خود را برای ایندپندینته دل‌وایه انجام داد. در تاریخ ۶ فوریه ۲۰۲۵ او قراردادی با باشگاه فوتبال ترکیه‌ای بشیکتاش امضا کرد.

## دوران ملی
آرویو برای بازی در تیم ملی فوتبال زیر ۱۷ سال اکوادور انتخاب شد تا در قهرمانی زیر ۱۷ سال آمریکای جنوبی بازی کند. بعداً در همان سال او برای بازی در جام‌جهانی زیر ۱۷ سال انتخاب شد.
او برای مجموعه‌ای از مسابقات مقدماتی جام‌جهانی ۲۰۲۶ در اکتبر ۲۰۲۴ به تیم ملی بزرگسالان اکوادور دعوت شد. او در ۱۶ اکتبر ۲۰۲۴ به عنوان تعویضی در تساوی ۰–۰ با اروگوئه اولین بازی حرفه‌ای خود را انجام داد.